# Лабуньки-Перші
Лабуньки-Перші (пол. Łabuńki Pierwsze) — село в Польщі, у гміні Лабуне Замойського повіту Люблінського воєводства. Населення — 1044 особи (2011).

## Історія
1749 року вперше згадується церква східного обряду в селі.
За даними етнографічної експедиції 1869—1870 років під керівництвом Павла Чубинського, у селі переважно проживали польськомовні римо-католики, меншою мірою — греко-католики, які також розмовляли польською.
У міжвоєнні 1918—1939 роки польська влада в рамках великої акції руйнування українських храмів на Холмщині і Підляшші знищила місцеву православну церкву.
У 1975—1998 роках село належало до Замойського воєводства.

## Демографія
Демографічна структура станом на 31 березня 2011 року:
|          | Загалом | Допрацездатний вік | Працездатний вік | Постпрацездатний вік |
| -------- | ------- | ------------------ | ---------------- | -------------------- |
| Чоловіки | 529     | 103                | 373              | 53                   |
| Жінки    | 515     | 115                | 298              | 102                  |
| Разом    | 1044    | 218                | 671              | 155                  |